# Leptopyrgota cocta
Leptopyrgota cocta är en tvåvingeart som beskrevs av Georges Bernardi 1992. Leptopyrgota cocta ingår i släktet Leptopyrgota och familjen Pyrgotidae. Inga underarter finns listade i Catalogue of Life.